# Garrigatitan
Garrigatitan („Titán garické (středomořské) vegetace“) byl rod sauropodního dinosaura z čeledi Saltasauridae, který žil v období pozdní křídy (geologický věk kampán) na území dnešní Evropy (jižní Francie, Aix-en-Provence). 

## Objev a popis
Fosilie tohoto sauropodního dinosaura byly objeveny v sedimentech geologického souvrství Grès à Reptiles. Typový druh G. meridionalis byl formálně popsán na konci roku 2020.

## Systematické zařazení
Garrigatitan patřil spolu s rody Atsinganosaurus, Ampelosaurus a Lirainosaurus do společné, v roce 2018 stanovené podčeledi Lirainosaurinae.

## Rozměry
Objevený exemplář byl subadultním (nedospělým a plně nedorostlým jedincem), dosahujícím délky asi 4 až 6 metrů a hmotnosti v rozmezí 2 až 2,5 tuny. Paleontologové odhadli, že v dospělosti mohl tento sauropod měřit na délku přes 12 metrů, což z něj stále činilo poměrně malého zástupce sauropodních dinosaurů.